# Camaroptera brevicaudata
La camaróptera lomigrís (Camaroptera brevicaudata) es una especie de ave paseriforme de la familia Cisticolidae propia del África austral y oriental. Algunos expertos creen que forma una única especie junto a la camaróptera baladora y la camaróptera de Hartert.

## Descripción

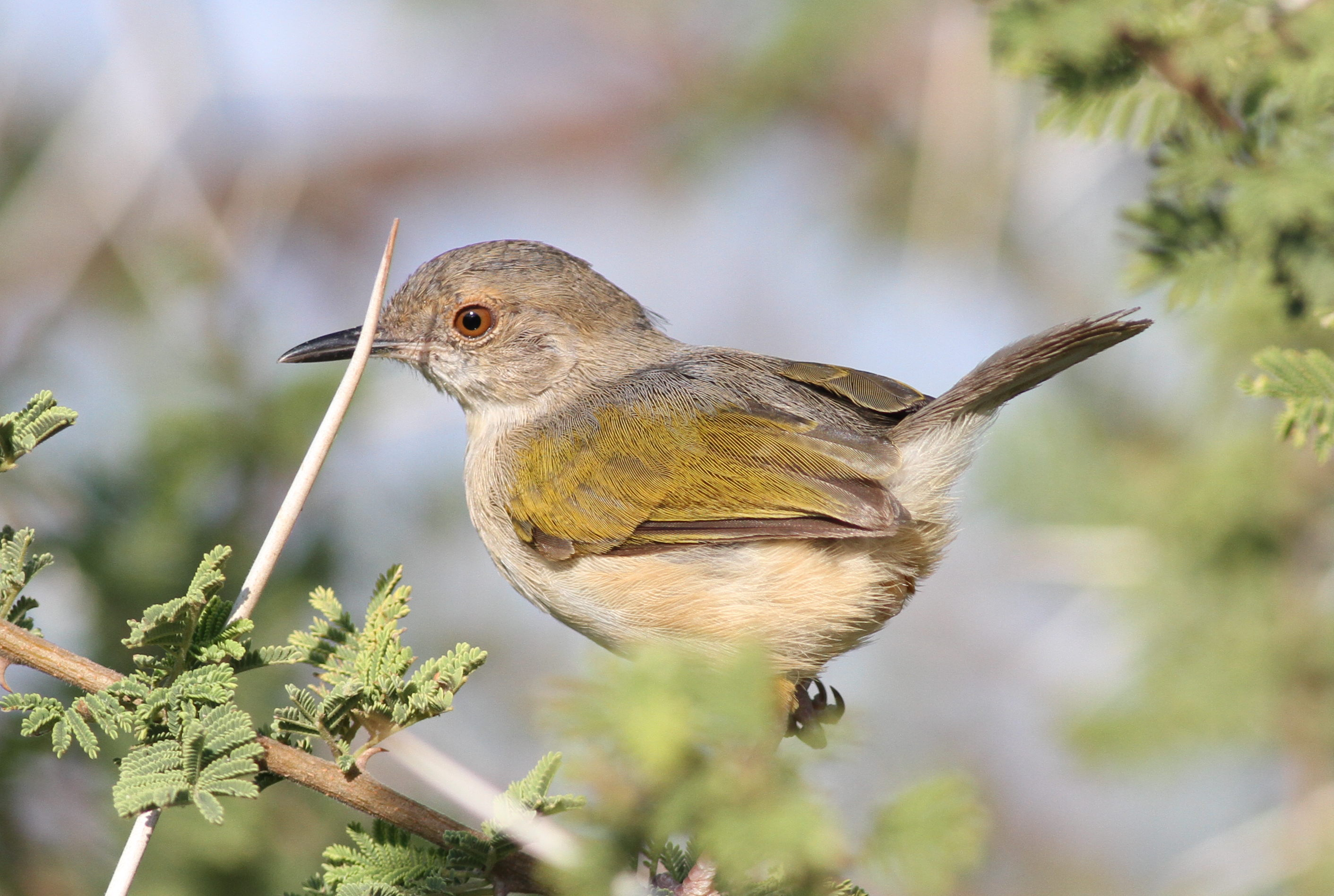
Ejemplar en Sudáfrica.

Es un pájaro pequeño, que mide alrededor de 11,5 cm de largo. El plumaje de sus partes superiores es gris, salvo las alas que son verdes oliváceas, mientras que sus partes inferiores son blanquecinas. Ambos sexos son de aspecto similar, y suelen tener la cola alzada. Los juveniles tienen el pecho amarillento.

## Comportamiento
Generalmente se encuentra entre los matorrales densos. Anidan en los matorrales bajos, juntan hojas con hierba para construir su nido. Su puesta suele constar de dos o tres huevos.
Como la mayoría de los miembros de su familia son insectívoras. Suelen emitir silvidos de tipo shiii......shiii, y cantos de tipo twik twik twik twik twik .